# Prava žena (TV serija)
Prava žena (hrv. Prava žena) hrvatska je  telenovela, snimana 2016 i 2017. godine.
U Srbiji se od 12. novembra 2018. godine do 18. januara 2019. premijerno emitovala na kablovskom kanalu Prva World.

## Sinopsis
Nikola je muškarac koji ne uspeva pohvatati konce života, iako već ima odraslu kćer. Njegova mala Maja, nesrećno je zaljubljena u najpopularnijeg dečka iz hokejaškog kluba, zgodnog Harija, ali on je ne primećuje. Upravo tu počinju Nikoline nevolje. Kako bi napokon zablistala kao prava dama, Maja se prijavljuje u rijaliti šou "Prava žena", a njen otac to saznaje tek kada je ugleda na snimanju emisije. Nikola tada uviđa koliko je njegova kćer nesrećna i nezadovoljna te da je zapravo postala žena dok je on provodio vreme u piću i u društvu nepoznatih žena.
Kako bi sprečio Maju da napravi životnu grešku, zapošljava se kod prijatelja Slavena. Inače, Slavenova firma radi ketering za sve učesnike rijaliti šou programa "Prava žena". Ruža, koja iza sebe ima pet brakova je glavni vođa šou programa. U emisiji se pojavljuju i tri mentorke: Danijela, Sanda i Patricija. Ove tri mentorke kriju veliku tajnu svog privatnog života.
Konce celog šou programa drži mlada Nataša, žena čija je glavna briga zapravo daleko od seta te emisije. Nataša živi jednoličnim životom u kojem joj je najvažnije da čuva svog bolesnog brata Vedrana. Naime, ispod njenog hladnog izgleda krije se krhka dama koja vapi za ljubavlju i muškarcem u čijem naručju će biti srećna i sigurna. Zbog brige oko brata potpuno zanemaruje svoj ljubavni život, sve dok u njega ne ušeta Nikola. 

## Zanimljivosti o seriji
- „Prava žena“ rađena je u produkciji OHT productions, serija je rađena prema ideji glumice i scenaristice Jelena Veljača, te scenaristice Nataša Buljan i direktora programa Milo de Grisogono.
- U seriji se pojavljuje srpski glumac Petar Strugar.
- Klapa prve scene Prave žene pala je u proleće 2016.
- Na projektu je radilo više od 150 ljudi, a izgrađen je i poseban set u Jadran filmu koji se prostire na više od 2000 kvadratnih metara dok su eksterijeri snimani na brojnim prepoznatljivim zagrebačkim lokacijama. Na scenariju je radilo deset osoba.
- Naslovnu numeru serije otpevao je Petar Grašo.
- U prvoj sceni Franjine sahrane, između ostalih tu je i Nataša, međutim već od sledeće scene sahrane, nje nema. Kasnije, prilikom povratka sa groblja u Ružinu vilu, Nataša je ponovo tu.

## Uloge
| Glumac/ica            | Lik               |
| --------------------- | ----------------- |
| Filip Juričić         | Nikola Bogdan     |
| Nataša Janjić         | Nataša Kovač      |
| Kristina Jovanović    | Maja Bogdan       |
| Marijana Mikulić      | Danijela Erceg    |
| Ana Vilenica          | Patricija Tomić   |
| Elizabeta Kukić       | Ruža Bauer        |
| Martino Antunović     | Mišo Majdak       |
| Lucija Kajić          | Valentina Gelo    |
| Amar Bukvić           | Aljoša Marić      |
| Lara Živolić          | Barbara           |
| Nela Kočiš            | Sanda Gagro       |
| Tamara Puizina        | Eden Prgomet      |
| Jasna Bilušić         | Lidija Antić      |
| Ana Vučak             | Karla Nola        |
| Petar Ćiritović       | Slaven Bosnar     |
| Aleksandar Cvjetković | Maks Opasić       |
| Pero Juričić          | Franjo Bužan      |
| Ornela Vištica        | Silva Supe        |
| Iva Mihalić           | Aleksandra Bogdan |
| Petar Strugar         | Davor Matić       |
| Nikola Kerkez         | Vedran Kovač      |
| Srđana Šimunović      | Olga Bužan        |
| Andrej Dojkić         | Igor Vukić        |
| Domagoj Janković      | Hari Baban        |
| Ana Marija Žužul      | Iva               |
| Nika Levak            | Iva               |

## Međunarodno emitovanje
| Zemlja              | TV mreža       | Premijera serije   | Kraj serije      |
| ------------------- | -------------- | ------------------ | ---------------- |
| Hrvatska            | RTL televizija | 4. septembar 2016. | 2. mart 2017.    |
| Bosna i Hercegovina | Hayat TV ATV   | septembar 2016.    | 27. mart 2017.   |
| Srbija              | Prva vorld     | 12. novembar 2018. | 18. januar 2019. |

## Spoljašnje veze
- Prava žena na sajtu  (jezik: engleski)